# Alissa Gal·liàmova
Alissa Mikhàilovna Gal·liàmova (en rus: Али́са Миха́йловна Галля́мова, en tàtar ciríl·lic: Алисә Михаил кызы Галләмова (Alisä Mixail qızı Ğällämova), nascuda el 18 de gener de 1972 és una jugadora d'escacs russa, filla de pare rus i mare tàtara (Gal·liàmova és el cognom de la seva mare). Té els títols de Gran Mestre Femení des de 1988 i de Mestre Internacional des de 1993, i ha estat dos cops subcampiona del món d'escacs, els anys 1999 i 2006.
Va estar casada amb el GM Vassili Ivantxuk, un dels millors jugadors del món.
A la llista d'Elo de la FIDE de l'abril de 2023, hi tenia un Elo de 2410 punts, cosa que en feia la jugadora número 4 (femenina, en actiu) de Rússia, i la número 43 del rànquing mundial femení. El seu màxim Elo va ser de 2560 punts, a la llista de juliol de 1998 (posició 161 al rànquing mundial).

## Resultats destacats en competició

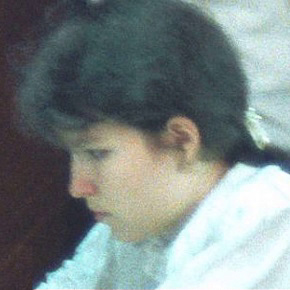
Alissa Gal·liàmova, el 1992

Es proclamà dos cops Campiona del món femenina Sub-16, el 1987 a Innsbruck i el 1988 a Timişoara.
El 1988 va guanyar el Campionat del món juvenil femení, celebrat a Adelaida.
El 1997 es va proclamar Campiona femenina de Rússia.
El desembre de 1997, va guanyar el torneig de Candidates pel campionat del món femení celebrat a Groningen, Països Baixos. Es va programar que jugués un matx contra Xie Jun, que havia estat segona, l'agost de 1998 i la guanyadora del matx hauria de jugar un matx el novembre de 1998 contra Zsuzsa Polgar per decidir la nova campiona del món.
Però tot just després que fos programat el matx contra Xie Jun, Gal·liàmova protestà perquè el matx sencer s'havia previst per jugar a la Xina, el país de la seva rival, perquè només la Xina havia ofert una bossa de premis suficient. Gal·liàmova que la meitat del matx es jugués a Kazan, Rússia, però els russos no varen poder aportar la quantitat econòmica necessària. Finalment, quan Gal·liàmova no es va comprometre a jugar, el matx va ser derogat, en favor de Xie Jun.
La FIDE llavors va programar un matx entre Xie Jun i Zsuzsa Polgar pel novembre de 1998. Polgar però, va dir que no podria jugar en aquell moment perquè estava embarassada. Després que hagués nascut el seu fill, Tom, el març de 1999, la FIDE va mirar de programar un nou matx. Aquest cop Polgar va al·legar que no podia jugar perquè estava cuidant el seu nadó.
Finalment, després de diversos intents d'organitzar un matx que s'hauria d'haver disputat ja el 1998, la FIDE va declarar que Polgar havia perdut el títol, que restava vacant. Llavors la FIDE va decidir organitzar un matx entre Gal·liàmova i Xie Jun vàlid pel Campionat del món. Aquest cop, Gal·liàmova sí que va voler jugar, perquè la seva demanda inicial havia estat satisfeta, en tant que Rússia havia aconseguit els diners per organitzar la meitat del matx. Finalment es va celebrar a Kazan, Rússia i Shenyang, Xina, l'agost de 1999 i Xie Jun va guanyar per 8.5 - 6.5.
El març de 2006, Gal·liàmova va assolir novament la final del campionat del món, la qual va disputar i perdre contra Xu Yuhua.
Els anys 2009 i 2010 guanyà el campionat femení de Rússia.
El novembre de 2014 fou segona a la Superfinal del campionat rus femení amb 6/9 (la campiona fou Valentina Gúnina).
El 2017, fou tercera al Campionat d'Europa femení a Riga (la campiona fou Nana Dzagnidze).